# Barrax
Barrax es un municipio español situado al sureste de la península ibérica, en la provincia de Albacete, dentro de la comunidad autónoma de Castilla-La Mancha. Está situado sobre la meseta que da comienzo a la serranía de Alcaraz. Es una localidad eminentemente agrícola rodeada por grandes extensiones de cereales. Alcanza una extensión de 18 794 hectáreas, 39 áreas y 10 centiáreas (189,86 km²).

## Heráldica
Resulta interesante el valor del escudo de Barrax, dotado de la singularidad de haber incorporado a la heráldica dos nuevos símbolos: la rosa del azafrán y el molino de viento. El cultivo del azafrán fue en otros tiempos fuente de gran riqueza, quedando apenas nada en la actualidad. En cuanto al molino de viento, todavía se conserva en lo alto de la loma y resulta visible en las afueras de la localidad, siendo uno de los más altos del continente europeo.

## Geografía
Integrado en la comarca de Mancha Júcar-Centro, se sitúa a 30 kilómetros de Albacete. El término municipal está atravesado por la carretera N-430, entre los pK 478 y 492, por las carreteras autonómicas CM-3121, que conecta con Villarrobledo, CM-3135, que se dirige hacia Balazote, y por una carretera local que permite la comunicación con La Gineta. 
El relieve del municipio es predominantemente llano, con algunos cerros aislados, estando atravesado por el canal del Trasvase Tajo-Segura y por el río Lezuza. La altitud oscila entre los 859 metros al suroeste (cerro El Guijarral) y los 700 metros a orillas del río Lezuza. El pueblo se alza a 740 metros sobre el nivel del mar. 
| Noroeste: La Roda       | Norte: La Roda | Nordeste: Albacete  |
| Oeste: La Roda y Lezuza |                | Este: Albacete      |
| Suroeste: Lezuza        | Sur: Lezuza    | Sureste: La Herrera |

## Historia
El origen de esta población, según cuenta la tradición pues no existen documentos que lo corroboren, fue la llamada Venta de Barrax, antigua posada en el camino que unía Andalucía con el centro de la península ibérica y el levante español, perteneciendo entonces a la jurisdicción de Alcaraz, de la que se emancipó el 20 de septiembre de 1564 cuando le fue otorgado el título de Villa por real concesión de Felipe II.
Los primeros documentos encontrados se remiten al año 1601, del que datan sus primeras inscripciones de su archivo parroquial.
El primer aforo de agua conocido en Barrax se encuentra enfrente de la ermita de San Roque. Se trata de un pozo que está tapado actualmente, así como de otros dos pozos a la salida del pueblo hacia Munera. Posteriormente se trajo el agua de El Cornudillo, finca próxima al límite con el término municipal de Lezuza y el depósito estaba situado cerca del molino de viento. Todavía hoy se conserva, aunque en no muy buen estado. Eran típicas las colas de cántaros en la antigua plaza de los Coroneles Montoya, hoy "Alcalde Domingo Castillejo".
Posteriormente se realizó el pozo de la La Morra el 16 de octubre de 1966, siendo alcalde Eugenio Fernández Cuenca. El 24 de octubre de 1966, día de San Rafael, llegaría el agua a la plaza Mayor.

## Patrimonio y naturaleza
- En la finca Las Tiesas han tenido lugar varias campañas científicas financiadas por la Agencia Espacial Europea (DAISEX, SEN2FLEX,...). El motivo es porque el terreno es muy llano, los cielos despejados la mayor parte del tiempo y existen cultivos en condiciones controladas de alfalfa y cebada, entre otros. Ello hace que sea especialmente interesante Barrax desde el punto de vista de la teledetección. Así, Barrax es conocido en toda Europa entre los científicos que se dedican a la observación de la Tierra por las especiales características que reúne este municipio.

- En el término municipal de Barrax, a 740 metros sobre el llano, se halla el cerro conocido como «cerro de los tres obispos», así llamado por ser el vértice en el que convergían los obispados de Toledo, Cuenca y Cartagena hasta que se creó la diócesis de Albacete en 1950, a la que se incorporó Barrax en 1966.

- Cerro de Santa Quiteria: Aquí se celebra la romería en honor a Santa Quiteria. Este monte da paso a un gran y bonito paisaje manchego. En 2007 se colocó el arbolado para que todo el que lo visite pueda disfrutar del rústico y bonito paisaje manchego bajo su sombra.

- El Cuarto Filemón: este lugar está situado en un valle, justo al pasar el cerro de Santa Quiteria. En el centro de este valle, se encuentra el Cuarto Filemón que es una antigua aldea, en la cual se puede ver la antaña construcción popular y las típicas aldeas de entonces. Todo esto rodeado de un gran paisaje.

- Aljibe árabe del siglo XV situado a unos 300 m de Barrax en dirección a Villarrobledo (noroeste).

- La tumba del ilustre pintor Benjamín Palencia situada en el cementerio municipal.

## Demografía
Cuenta con una población de 1864 habitantes (INE 2024).
| Gráfica de evolución demográfica de Barrax entre 1842 y 2021                                                          |
| |
| Población de derecho según los censos de población del INE. Población de hecho según los censos de población del INE. |

## Cultura

### Cultura
La Asociación Cultural "La Coscoja" de Barrax es una asociación cultural de Barrax, creada en el año 2006, por Agustín Fernández Rubio, creador también de la "Encina de Oro" de Barrax que reconoce a las personalidades que han destacado por la labor de difusión de la cultura de Barrax, también creó los "Cuadernos de Barrax" que tiene editado 13 libros (último 2024) sobre la historia y cultura de Barrax. En el 2011 creó, Agustín Fernández Rubio, un museo donde se recoge la mirada personal de los artistas nacionales sobre "Benjamín Palencia y los toros de carretillas". Además es creador, Agustín Fernández Rubio, del recital poético "Luces de Primavera" en recuerdo del poeta local Eugenio Fernández Cuenca, cuyo nombre lleva el centro cultural del municipio.

### Cinematografía
El Festival de Cine Paradiso de Barrax es un certamen cinematográfico nacional de cortometrajes. Se celebra anualmente en el mes de julio. Su primera edición arrancó en 2005.

### Fiestas
- Romería en honor a Santa Quiteria (22 de mayo). Se sale en procesión a la ermita situada en el cerro homónimo portando la imagen en andas. Esta procesión tiene su origen en una merienda realizada por los amigos de un párroco, en honor a la madre de este por su cumpleaños, en el cerro de Santa Quiteria. Esto se fue repitiendo hasta llegar a convertirse en una romería.

- Fiestas patronales en honor a San Roque (13 al 17 de agosto), con su famoso toro de fuego. El día 15 se rinde homenaje a la Virgen de Agosto, el 16 a San Roque y el 17 a San Roquillo. En estas fechas la población puede llegar a 6000 habitantes.

- Toro de fuego: esta tradición parece ser que llegó a esta villa desde México a principios del siglo XIX, siendo introducida por un barrajeño indiano. Este toro de carretillas está formado por un arnés de madera a cuyo alrededor se colocan las carretillas y el resto del entramado pirotécnico. Es transportado mediante dos asas en los laterales por una persona que va en su interior. Esta persona con la ropa húmeda, incluso empapada, una vez encendida la mecha, sale corriendo tras la gente reunida en la plaza Mayor.

- Carrera Popular de Barrax: en sus cuatro ediciones ha batido récords provinciales con 1.123 participantes. Al pueblo acuden más de 3.000 personas para disfrutar del acontecimiento y a la vez visitar turísticamente Barrax.

### Otros
- Asociación Cultural La Coscoja.
- Biblioteca Barrax.

## Gastronomía
Gazpachos, mojote (también llamado mojete), atascaburras, ajomataero, migas.  En repostería son típicas las tortas de manteca y los rolletes fritos.

## Himno del Cristo del Perdón de Barrax
En Barrax hay un trono de amores,
sus piedras son flores
sus piedras son flores,
de fe y devoción.
Es la imagen más dulce que he visto.
Santísimo Cristo,
Cristo del Perdón.
Dulce Cristo de brazos abiertos,
labios entreabiertos
por la sed de paz.
Da a Tu pueblo el abrazo de hermano.
extiende Tu mano,
bendice a Barrax.
Nuestros campos florecen contigo,
dadnos agua y trigo,
para bien vivir.
Oye a un pueblo, que Te ama y reza.
dadnos fe y pureza,
para bien morir.